# Клигман, Александр Викторович
Александр Викторович Клигман (4 ноября 1950, Москва — 20 декабря 2001, Москва) — адвокат, кандидат юридических наук, автор публикаций по гражданско-правовым проблемам и проблемам адвокатуры.

## Биография
- В 1972—1977 работа в нотариате Москвы.
- В 1977 окончил ВЮЗИ и стал членом Московской областной коллегии адвокатов;
- С 1985 — преподаватель ВЮЗИ (МГЮА), заведующий кафедрой адвокатуры и нотариата Московской государственной юридической академии, заведующим кафедрой стал в 1998 году;
- С 1989 — Заместитель Председателя Президиума Московской Областной Коллегии Адвокатов ;
- С 1995 по 2000 — Президент Федерального Союза Адвокатов России ;
- С 2000 — Первый Вице-Президент Федерального Союза Адвокатов России ;
- 20 декабря 2001 покончил жизнь самоубийством из пистолета Макарова в своём кабинете в здании Московской областной коллегии адвокатов на Измайловском проспекте.

Был председателем президиума Межрегиональной коллегии адвокатов, издателем журнала «Адвокат».
Принимал участие в работе над ГК РФ, УПК РФ, законом об адвокатуре.
Известен участием в делах о ГКЧП и КПСС. Был адвокатом в деле на стороне Ю. Лужкова, Г. Селезнёва, А. Тизякова и 1-го заместителя председателя КГБ СССР В. Грушко. Клиентами адвоката являлись такие известные люди, как Александр Руцкой и др. В 1993 «Юридическая газета» включила его в золотую десятку российских адвокатов.

## Публикации
- Договор поручения (с участием граждан): Автореферат диссертации на соискание учёной степени канд. юрид. наук. (12.00.03) — М.,1985.
- Смертная казнь :За и против /Авт. кол. : Н. А. Бердяев, П. Д. Боборыкин, С. Н. Булгаков и др. ; Сост. О. Ф. Шишов, Т. С. Парфенова ; Под ред. С. Г. Келиной. — М. :Юрид. лит.,1989. −528 с. :табл. ISBN 5726001508 : М.,1989.
- Сборник задач по гражданскому праву :Учебное пособие /[С. П. Гришаев, А. В. Клигман, В. А. Рясенцев и др.; Отв. редакторы: С. П. Гришаев, В. А. Рясенцев]; Гос. ком. СССР по нар. образованию; Всесоюзный юрид. заоч. ин-т. -М.,1990
- Ред.: Проблемы профессиональной правозащиты в России: Материалы научн.- практической конференции. [Санкт-Петербург, 28-29 сентября 1995 г./ Редкол.: А. В. Клигман и др.] М.,1996.
- Козлов, В. А. Использование психолого-физиологической экспертизы при защите по делам об автодорожных происшествиях :Ред. колл. :А. В. Клигман и др.; Федеральный союз адвокатов России. Методическое пособие / -М. :Изд-во «Де-Юре»,1996.
- Ред.: Суд присяжных. Проблемы и практика применения законодательства: Материалы научно-практической конференции.[Н. Новгород, 3 декабря 1995 г./ Редкол.: А. В. Клигман и др.]. М.,1996.
- Проект УПК глазами депутата, судьи и чиновника. //Российская юстиция. −2000. — № 12. — С. 59
- Опарина, Л. О. Защита прав граждан и организаций при реформировании жилищных правоотношений :Автореферат диссертации на соискание ученой степени кандидата юридических наук. Специальность 12.00.11 — Судоустройство ; Прокуратура ; Адвокатура ; Нотариат /Л. О. Опарина ; Науч. рук. А. В. Клигман ; Министерство образования РФ. Московская государственная юридическая академия. -М.,2000
- Гражданское право :Учебник. Часть первая /М. В. Антокольская, Т. В. Богачева, Л. И. Глушкова ; Под ред. А. Г. Калпина, А. И. Масляева ; Министерство образования РФ. Московская государственная юридическая академия. −2-е изд.,перераб. и доп., учеб. -М. :Юристъ,2000.
- Адвокатура :Учебные материалы /Под общ. ред. А. В. Клигмана, Е. Ф. Хейфец ; Сост. В. А. Жураковский и др. -М. :Омега-Л,2001.
- Макаров, С. Ю. Защита прав граждан при безвозмездном приобретении права собственности на жилье :Особенности работы адвоката : Автореферат диссертации на соискание ученой степени кандидата юридических наук. Специальность 12.00.11 — Судебная власть ; Прокурорский надзор ; Организация правоохранительной деятельности ; Адвокатура /Науч. рук. А. В. Клигман. -М.,2001.
- Хвалина, А. В. Оказание юридической помощи хозяйствующим субъектам по спорам, возникающим из лицензионной деятельности :Автореферат диссертации на соискание ученой степени кандидата юридических наук. Специальность 12.00.11. — "Судебная власть ; Прокурорский надзор ; Организация правоохранительной деятельности ; Адвокатура /А. В. Хвалина; Науч. рук. А. В. Клигман. -Омск,2001
- Шахкелдов, Ф. Г. Участие защитника в доказывании на предварительном следствии :Автореферат диссертации на соискание ученой степени кандидата юридических наук. Специальность 12.00.11 — Судебная власть ; Прокурорский надзор ; Организация правоохранительной деятельности ; Адвокатура /Ф. Г. Шахкелдов ; Науч. рук. А. В. Клигман ; Московская государственная юридическая академия. -М.,2001
- Гражданское право. Часть первая :Учебник /Авт. кол. : М. В. Антокольская, Т. В. Богачева, Л. И. Глушкова и др. ; Под ред. А. Г. Калпина, А. И. Масляева ; Министерство общего и профессионального образования РФ. Московская государственная юридическая академия. −2-е изд., перераб. и доп. -М. :Юристъ,2002.
- Володина, С. И. Юридическая риторика в деятельности адвоката по уголовным делам :Автореферат диссертации на соискание ученой степени кандидата юридических наук. Специальность 12.00.11 — Судебная власть, прокурорский надзор ; Организация правоохранительной деятельности ; Адвокатура /С. И. Володина ; Науч. рук. А. В. Клигман, А. Г. Кучерена ; Кафедра адвокатуры и нотариата Московской государственной юридической академии. — М.,2002.